# Брудні гроші (фільм, 2014)
«Брудні гроші» (англ. The Drop, дослівно «Крапля») — американська кримінальна драма режисера Мікаеля Роксмана, що вийшла 2014 року. Стрічку створено на основі оповідання «Animal Rescue» Денніса Лігейна. У головних ролях Том Гарді, Нумі Рапас, Джеймс Гандольфіні.
Уперше фільм продемонстрували 5 вересня 2014 року у Канаді на 39-му Міжнародному кінофестивалі у Торонто. В Україні у широкому кінопрокаті фільм не показувався.

## Сюжет
Боб Саґіновскі живе тихо і непримітно, працюючи у барі свого кузена Марва. Інколи у цьому закладі місцеві бандити відмивають гроші, роблять вони це завжди тихо і непримітно. Та одного разу з бару викрали «брудні гроші» і тепер Боб і Марв мають проблеми з російською мафією.

## Творці фільму

### У ролях
| Актор              | Роль                                               |
| ------------------ | -------------------------------------------------- |
| Том Гарді          | Боб Саґіновскі бармен                              |
| Нумі Рапас         | Надя Данн офіціантка                               |
| Джеймс Гандольфіні | Марвін "Кузен Марв" Стіпплер колишній власник бару |
| Матіас Шонартс     | Ерік Дідс перехожий                                |
| Джон Ортіс         | Евандро Торрес детектив поліції                    |
| Елізабет Родрігес  | Ромзі детектив поліції                             |
| Денні Маккарті     | Декстер детектив поліції                           |
| Джеремі Бобб       | Стіві                                              |

### Знімальна група
- Кінорежисер — Мікаель Роксман
- Сценарист — Денніс Лігейн
- Кінопродюсери — Пітер Чернін, Ділан Кларк і Майк Ларокка
- Виконавчий продюсер — Блер Бред
- Композитори — Марко Бельтрамі і Раф Койнен
- Кінооператор — Ніколас Каракацаніс
- Кіномонтаж — Крістофер Теллефсен
- Підбір акторів — Еллен Льюїс
- Художник-постановник — Тереза Депре
- Артдиректор — Майкл Агерн
- Художник по костюмах — Девід Робінсон[6].

## Сприйняття

### Оцінки
Фільм отримав схвальні відгуки: Rotten Tomatoes дав оцінку 89 % на основі 182 відгуків від критиків (середня оцінка 7,1/10) і 76 % від глядачів зі середньою оцінкою 3,7/5 (33 165 голосів). Загалом на сайті фільми має схвальні оцінки, фільму зарахований «стиглий помідор» від кінокритиків і «попкорн» від глядачів, Internet Movie Database — 7,1/10 (95 797 голосів), Metacritic — 69/100 (36 відгуків критиків) і 7,6/10 від глядачів (181 голос). Загалом на цьому ресурсі від критиків і від глядачів фільм отримав схвальні відгуки.

### Касові збори
Під час прем'єрного показу у США, що розпочався 12 вересня 2014 року, протягом першого тижня фільм показали у 809 кінотеатрах і він зібрав 4 104 552 $, що на той час дозволило йому зайняти 6 місце серед усіх прем'єр. Показ фільму тривав 63 дні (9 тижнів) і завершився 13 листопада 2014 року, зібравши у прокаті у США 10 724 389 доларів США, а у решті світу 7 933 992 $, тобто загалом 18 658 381 долар США при бюджеті 12,6 млн доларів США.

### Нагороди та номінації
Стрічка отримала 6 номінацій, з яких перемогла у 2-ох.
| Нагороди і номінації фільму «Брудні гроші» | Нагороди і номінації фільму «Брудні гроші» | Нагороди і номінації фільму «Брудні гроші»       | Нагороди і номінації фільму «Брудні гроші» | Нагороди і номінації фільму «Брудні гроші» |
| Рік                                        | Нагорода                                   | Категорія                                        | Номінант                                   | Результат                                  |
| ------------------------------------------ | ------------------------------------------ | ------------------------------------------------ | ------------------------------------------ | ------------------------------------------ |
| 2014                                       | Кінофестиваль в Абу-Дабі                   | Змагання нових обріїв                            | Мікаель Роксман                            | Номінація                                  |
| 2014                                       | Міжнародний кінофестиваль у Сан-Себастьяні | Найкращий сценарій                               | Денніс Лігейн                              | Перемога                                   |
| 2014                                       | Міжнародний кінофестиваль у Сан-Себастьяні | Найкращий фільм                                  | Мікаель Роксман                            | Номінація                                  |
| 2014                                       | Кінофестиваль у Цюриху                     | Спеціальна згадка Міжнародного художнього фільму | Мікаель Роксман                            | Перемога                                   |
| 2014                                       | Кінофестиваль у Цюриху                     | золоте око за Найкращий міжнародний фільм        | Мікаель Роксман                            | Номінація                                  |
| 2015                                       | Нагорода кола кінокритиків Лондона         | Британський актор року                           | Том Гарді                                  | Номінація                                  |

### Виноски
1. 1 2  The Drop: Release Info (англ.). Internet Movie Database. Процитовано 20 січня 2016.
2. 1 2  Anita Busch (15 вересня 2014). Box Office Final: ‘No Good Deed’ $24.2M; ‘Dolphin Tale 2’ $15.8M As ‘Guardians’ Passes $300M (англ.). Deadline. Архів оригіналу за 2 грудня 2015. Процитовано 20 січня 2016.
3. 1 2 3 4  The Drop (англ.). Box Office Mojo. Архів оригіналу за 7 вересня 2017. Процитовано 20 січня 2016.
4. 1 2  The Drop (2014) (англ.). The Numbers. Архів оригіналу за 1 квітня 2016. Процитовано 20 січня 2016.
5. ↑  The Drop (2014) (англ.). AllMovie. Архів оригіналу за 18 листопада 2015. Процитовано 20 січня 2016.
6. 1 2  The Drop: Full Cast & Crew (англ.). Internet Movie Database. Архів оригіналу за 30 квітня 2016. Процитовано 20 січня 2016.
7. ↑  The Drop (англ.). Rotten Tomatoes. Архів оригіналу за 19 січня 2016. Процитовано 20 січня 2016.
8. ↑  The Drop (англ.). Internet Movie Database. Архів оригіналу за 22 вересня 2014. Процитовано 20 січня 2016.
9. ↑  The Drop (англ.). Metacritic. Архів оригіналу за 7 березня 2016. Процитовано 20 січня 2016.
10. ↑  The Drop: Awards (англ.). Internet Movie Database. Архів оригіналу за 13 липня 2016. Процитовано 20 січня 2016.